# Tetsuro Miura
Tetsuro Miura (三浦 哲郎, Miura Tetsuro, Shizuoka, 12 april 1956 - Toyota, 28 april 2018) was een Japans voetbaltrainer.

## Carrière
In 1992 werd hij bij Nagoya Grampus Eight assistent-trainer. In november 1994 nam hij het roer over van de opgestapte Gordon Milne als interim-trainer. Hij heeft als assistent-trainer bij clubs gewerkt Kawasaki Frontale (1997) en Vissel Kobe (1998). Miura werd nadien opnieuw assistent-trainer van de Nagoya Grampus Eight in 1999. In juli 2001 nam hij het roer over van de opgestapte João Carlos als trainer.
Miura overleed op 28 april 2018 op 62-jarige leeftijd in Toyota.